# Up10tion
Up10tion (en coréen : 업텐션, stylisé UP10TION) est un boys band sud-coréen formé sous TOP Media en 2015. Le groupe est constitué de 7 membres : Kuhn, Kogyeol, Bitto, Sunyoul, Gyujin, Hwanhee et Xiao.
Le groupe a débuté avec son premier mini-album, Top Secret, le 11 septembre 2015.

## Histoire

### 2015: Débuts avecTop SecretetBRAVO!
Le premier mini-album d'UP10TION, Top Secret, est sorti le 11 septembre 2015 avec le clip-vidéo de leur titre principal So, Dangerous. Ils ont également tenu leur premier concert au AX Concert Hall le même jour,. L'album débute à la 9e place et arrivera jusqu'à la 7e place du Gaon Album Chart,.
Le groupe fait ses débuts officiels sur scène lors du programme musical M! Countdown de Mnet, le 10 septembre avec son titre So, Dangerous. Le groupe a également tenu son premier concert en Chine le 23 septembre, et a pour cela sorti une version chinoise de son EP.
Le 12 novembre, le clip d'un autre titre de l'album, Come As You Are est mis en ligne.
Le deuxième mini-album d'UP10TION nommé BRAVO! est publié le 26 novembre, par cette occasion le clip-vidéo du titre principal, Catch Me! est mis en ligne,. L'album se classe 5e du Gaon Album Chart.

### 2016:SpotlightetSummer Go!
Le 28 mars 2016, il est révélé par le biais du média OSEN que le groupe commencera sa nouvelle promotion avec son nouvel album aux alentours de la troisième semaine d'avril.
Le 18 avril, quatre mois après la sortie de leur dernier opus, les artistes reviennent avec un nouvel mini-album baptisé Spotlight accompagné par le clip-vidéo du titre principal, Attention.
Le 5 août, les garçons sont de retour avec le titre Tonight issu du mini-album Summer Go!.

### 2017: débuts auJapon
UP10TION sort son premier single au Japon intitulé ID (ア イ デ ィ ー) le 27 février 2017. 
Le 6 juin, TOP Media publie une déclaration concernant un scandale concernant Wooshin. Il est déclaré que le jeune homme est dans un état psychologique inquiétant en raison du stress, qu'il ressentait depuis fin 2016, en raison d'allégations à son égard : il avait été déclaré qu'il avait touché de manière inappropriée sa co-animatrice de l'émission The Show, Jeon So-mi, près de sa poitrine. Par la suite, des déclarations officielles ont été publiées par les agences des deux parties qui ont nié ces allégations, ainsi que par le personnel de production de The Show. 
Wooshin met alors sa carrière entre parenthèses pendant quelque temps, et le groupe poursuit ses activités avec neuf membres. Ils sortent leur sixième mini-album intitulé Star ; dom le 29 juin. L'EP contient six titres, dont le single phare Runner. Le 12 octobre, le groupe sort l'album 2017 Special Photo Edition, contenant deux titres, dont le single Going Crazy, accompagné d'un livret photos des membres.

### 2018: retour de Wooshin, premier album etLaberinto
UP10TION fait son grand retour avec le single Candyland le 15 mars 2018, tout en proposant un album complet nommé Invitation avec Candyland comme chanson phare. La sortie de cet album marque le retour de Wooshin dans le groupe.  
Le 6 décembre, UP10TION sort son septième mini-album intitulé Laberinto. L'EP contient sept titres, dont le single phare Blue Rose.

### 2019 - 2020:Produce X 101etX1[19]
Wooshin et Wei sont sélectionnés pour participer à l'émission de télé-réalité musicale Produce X 101 comme concurrents de mai à juillet 2019. Le 19 juillet, Wooseok est sélectionné pour intégrer le nouveau boys band issu de l'émission, X1. Il obtient 1 304 043 voix, ce qui lui a valu la deuxième place. Le groupe signe alors un contrat pour 5 ans. Cependant, à la suite d'un scandale médiatique révélant une manipulation des votes, le groupe est dissous en Janvier 2020. Wooshin devient donc de nouveau un membre à part entière du groupe UP10TION.

## Membres
| Nom de scène | Nom de scène | Nom de naissance | Nom de naissance | Date de naissance | Nationalité | Position                                         | Réf.   |
| Romanisé     | Coréen       | Romanisé         | Coréen           | Date de naissance | Nationalité | Position                                         | Réf.   |
| ------------ | ------------ | ---------------- | ---------------- | ----------------- | ----------- | ------------------------------------------------ | ------ |
| Kuhn         | 쿤           | No Soo-il        | 노수일           | 11 novembre 1995  | Sud-coréen  | Co-leader, rappeur secondaire, chanteur, danseur | [ 20 ] |
| Kogyeol      | 고결         | Go Min-soo       | 고민수           | 19 mai 1996       | Sud-coréen  | Chanteur secondaire, danseur                     | [ 21 ] |
| Bitto        | 비토         | Lee Changhyun    | 이창현           | 24 août 1996      | Sud-coréen  | Danseur principal, rappeur principal, chanteur   | [ 22 ] |
| Sunyoul      | 선율         | Seon Ye-in       | 선예인           | 6 novembre 1996   | Sud-coréen  | Chanteur principal, danseur                      | [ 23 ] |
| Gyujin       | 규진         | Han Gyu-jin      | 한규진           | 21 novembre 1997  | Sud-coréen  | Chant, danseur secondaire                        | [ 24 ] |
| Hwanhee      | 환희         | Lee Hwan-hee     | 이환희           | 6 mai 1998        | Sud-coréen  | Chanteur principal, danseur                      | [ 25 ] |
| Xiao         | 샤오         | Lee Dong-yeol    | 이동열           | 13 décembre 1998  | Sud-coréen  | Chanteur, danseur, maknae (le plus jeune)        | [ 26 ] |

## Ancien membres
| Nom de scène | Nom de scène | Nom de naissance | Nom de naissance | Date de naissance | Nationalité  | Position                                                  | Date de départ  | Réf.   |
| Romanisé     | Coréen       | Romanisé         | Coréen           | Date de naissance | Nationalité  | Position                                                  | Date de départ  | Réf.   |
| ------------ | ------------ | ---------------- | ---------------- | ----------------- | ------------ | --------------------------------------------------------- | --------------- | ------ |
| Jinhoo       | 진후         | Kim Jin-wook     | 김진욱           | 2 août 1995       | Sud-coréenne | Leader, chanteur secondaire, danseur, hyung (le plus âgé) | 28 février 2023 | [ 27 ] |
| Wei          | 웨이         | Lee Sung-joon    | 이성준           | 8 juin 1996       | Sud-coréenne | Rappeur principal, chanteur, danseur                      | 28 février 2023 | [ 28 ] |
| Wooshin      | 우신         | Kim Woo-seok     | 김우석           | 27 octobre 1996   | Sud-coréenne | Chanteur, danseur, visuel, visage du groupe               | 28 février 2023 | [ 29 ] |

## Discographie

### Mini-albums (EP)
| Titre                                                                              | Détails de l'album | Liste des pistes | Meilleures positions | Meilleures positions | Meilleures positions | Meilleures positions | Ventes                                        |
| Titre                                                                              | Détails de l'album | Liste des pistes | COR                  | JPN                  | US Heat              | US World             | Ventes                                        |
| Coréen                                                                             | Coréen | Coréen | Coréen               | Coréen               | Coréen               | Coréen               | Coréen                                        |
| ---------------------------------------------------------------------------------- | --- | --- | -------------------- | -------------------- | -------------------- | -------------------- | --------------------------------------------- |
| Top Secret                                                                         | - Date de sortie : 11 septembre 2015 - Label : TOP Media - Formats : CD, téléchargement numérique                          | 1. Tension Up! 2. So, Dangerous (위험해) 3. Come As You Are (그대로) 4. Never Ending 5. Phoenix 6. Come With Me 7. So, Dangerous (Chinese version)                          | 7                    | —                    | —                    | —                    | - COR : plus de 16 249                        |
| BRAVO!                                                                             | - Date de sortie : 26 novembre 2015 - Label : TOP Media - Formats : CD, téléchargement numérique                           | 1. Bravo! 2. Catch Me! (여기여기 붙어라) 3. Dito (나두) 4. Call Me (불러) 5. Holic 6. Party2nite                                                                            | 5                    | —                    | —                    | —                    | - COR : plus de 31 611                        |
| Spotlight                                                                          | - Date de sortie : 18 avril 2016 - Label : TOP Media - Formats : CD, téléchargement numérique                              | 1. Spotlight 2. Attention (나한테만 집중해) 3. Stay 4. Like Nothing Happened (아무렇지 않은 척) 5. Yes or No 6. I Wish a Miracle (기적을 바란다) 7. Cherish (보일 듯 말 듯) | 4                    | 5                    | —                    | —                    | - COR : plus de 65 107 - JPN : plus de 18 235 |
| Summer Go!                                                                         | - Date de sortie : 5 août 2016 - Label : TOP Media - Formats : CD, téléchargement numérique                                | 1. Tonight (오늘이 딱이야) 2. Beautiful (예뻐) 3. OASIS (오아시스) 4. MAGIC 5. Be My Luck (행운이 되어줘) 6. Tonight (오늘이 딱이야) (inst.)                                | 1                    | 8                    | —                    | —                    | - COR : plus de 48 736 - JPN : plus de 14 741 |
| Summer Go!                                                                         | - Réédition : 20 septembre 2016 (Thank You [limited edition]) - Label : TOP Media - Formats : CD, téléchargement numérique | 1. Tonight (오늘이 딱이야) 2. Beautiful (예뻐) 3. OASIS (오아시스) 4. MAGIC 5. Be My Luck (행운이 되어줘) 6. Tonight (오늘이 딱이야) (inst.) 7. Thank You                   | 3                    | —                    | —                    | —                    | - COR : plus de 48 736 - JPN : plus de 14 741 |
| "—" signifie que l'album ne s'est pas classé ou n'est pas sorti dans cette région. | | |                      |                      |                      |                      |                                               |

### Bande(s) originale(s)
| Année | Titre | Artiste(s)              | Album                                  |
| ----- | ----- | ----------------------- | -------------------------------------- |
| 2016  | Run   | Sunyoul, Jinhoo, Bit-to | 38 Revenue Collection Unit OST Part. 1 |

## Filmographie

### Télé-réalité
| Année       | Chaîne                                                           | Titre                     | Membre(s) | Note(s)                            |
| ----------- | ---------------------------------------------------------------- | ------------------------- | --------- | ---------------------------------- |
| 2015        | NAVER TVCast                                                     | Masked Rookie King        | Tous      | Pré-début                          |
| 2015        | NAVER TVCast                                                     | RISING! UP10TION          | Tous      | A une version coréenne et chinoise |
| Depuis 2015 | UP10TION's Official : - Facebook Page - Youtube Channel - V LIVE | U10TV                     | Tous      |                                    |
| Depuis 2015 | UP10TION's Official : - Facebook Page - Youtube Channel - V LIVE | U10SECONDS                | Tous      |                                    |
| 2017        | V LIVE                                                           | UP10TION Wishlist Burst V | Tous      | Plusieurs épisodes sous-titrés     |

### Émissions de variétés
| Année | Chaîne    | Titre                             | Membre(s)                                     | Note(s)                                                                     |
| ----- | --------- | --------------------------------- | --------------------------------------------- | --------------------------------------------------------------------------- |
| 2015  | MBC       | Idol Star Athletics Championships | Tous                                          | 10e ISAC 2015                                                               |
| 2015  | KBS2      | National Idol Singing Contest     | Tous                                          |                                                                             |
| 2015  | Arirang   | After School Club                 | Tous                                          | Épisode 179                                                                 |
| 2015  | MBC       | Show! Music Core                  | Wooshin, Xiao                                 | MC spéciaux (Épisode 474)                                                   |
| 2015  | MBC       | Show! Music Core                  | Xiao                                          | MC spécial (Épisode 477)                                                    |
| 2015  | KBS2      | Immortal Songs 2                  | Tous                                          | Ils ont fait une reprise de Dash de Baek Ji Young                           |
| 2015  | SBS       | Running Man                       | Kuhn, Kogyeol, Bit-to, Wooshin, Xiao          | Avec Andy de Shinhwa (Épisode 279)                                          |
| 2015  | SBS       | Star King                         | Kuhn, Kogyeol, Wooshin                        | Épisode 431                                                                 |
| 2016  | Arirang   | After School Club                 | Tous                                          | Épisodes 193 et 225                                                         |
| 2016  | Arirang   | After School Club                 | Gyujin                                        | Épisode 198 (Spécial Nouvel an lunaire)                                     |
| 2016  | MBC       | King of Mask Singer               | Sunyoul                                       | Compétiteur sous le nom de Most Beauty Uhwudong (Épisodes 41 et 42)         |
| 2016  | SBS       | Star King                         | Kuhn                                          | Avec J-Hope et V de BTS (Épisode 433)                                       |
| 2016  | SBS       | Star King                         | Kuhn, Hwanhee                                 | Épisode 440                                                                 |
| 2016  | SBS       | Star King                         | Kuhn, Kogyeol, Wooshin, Jinhoo, Xiao, Wei     | Épisodes 452 et 453                                                         |
| 2016  | MBC       | Weekly Idol                       | Tous                                          | Épisode 233                                                                 |
| 2016  | KBS World | Safety First                      | Kuhn, Kogyeol, Wooshin                        | Avec Woohee et Serri de Dal Shabet (Épisode 515)                            |
| 2016  | KBS World | Safety First                      | Gyujin, Xiao                                  | Épisode 521                                                                 |
| 2016  | KBS2      | National Idol Singing Contest     | Jinhoo, Kuhn, Kogyeol, Bitto, Xiao            | Sur scène avec Andy de Shinhwa                                              |
| 2016  | MBC       | Idol Star Athletics Championships | Tous                                          | 11e et 12e ISAC 2016                                                        |
| 2016  | KBS2      | Good Morning Korea                | Kuhn                                          | Présentateur de la météo du vendredi étant paralysé (a commencé le 18 mars) |
| 2016  | KBS World | Hello Counselor                   | Wooshin                                       | Avec Andy de Shinhwa (Épisode 275)                                          |
| 2016  | YinYueTai | Fan Heart Attack Idol TV          | Tous                                          | Épisode 10                                                                  |
| 2016  | JTBC      | What Are You Doing Today?         | Tous                                          | Épisodes 1 et 2                                                             |
| 2016  | EBS       | Heartwarming 11                   | Wooshin, Xiao                                 | MC réguliers (10 épisodes)                                                  |
| 2016  | MBC       | Show! Music Core                  | Wooshin, Xiao                                 | MC spéciaux (Épisode 517)                                                   |
| 2016  | MBC       | Delicious Map                     | Kogyeol, Xiao                                 | Saison 2, Épisode 1                                                         |
| 2016  | MBC       | Duet Song Festival                | Sunyoul                                       | Spécial Chuseok                                                             |
| 2016  | Mnet      | Hit The Stage                     | Bitto                                         | Épisode 9                                                                   |
| 2016  | SBS MTV   | The Show                          | Wooshin                                       | MC régulier (a commencé le 11 octobre)                                      |
| 2016  | TvN       | TvNtainer                         | Kuhn                                          | Épisode 2                                                                   |
| 2017  | KBS World | KBS World Magazine K-Rush         | Kogyeol, Wei, Bitto, Sunyoul, Gyujin, Hwanhee | Épisode 4                                                                   |

## Vidéographie

### Clips-vidéos
| Année    | Clip vidéo    | Album      | Réf.   |
| Coréen   | Coréen        | Coréen     | Coréen |
| -------- | ------------- | ---------- | ------ |
| 2015     | So, Dangerous | Top Secret | [ 40 ] |
| 2015     | Catch Me!     | BRAVO!     | [ 41 ] |
| 2016     | Attention     | Spotlight  | [ 42 ] |
| 2016     | Tonight       | Summer Go! | [ 43 ] |
| 2016     | White Night   | Burst      | [ 44 ] |
| Chinois  |               |            |        |
| 2015     | So, Dangerous | Top Secret | [ 45 ] |
| Japonais |               |            |        |
| 2017     | ID            | ID         | [ 46 ] |

#### Autres vidéos
| Année | Clip vidéo                                                     | Réf.   |
| ----- | -------------------------------------------------------------- | ------ |
| 2015  | So, Dangerous (Dance Version) So, Dangerous (Dance Practice)   | ,      |
| 2015  | Come As You Are                                                | [ 50 ] |
| 2015  | Catch Me! (Dance Version) Catch Me! (Dance Practice)           | ,      |
| 2016  | Attention (One take Version) Attention (Dance Practice)        | ,      |
| 2016  | Stay (Re:Member SPOTLIGHT)                                     | [ 57 ] |
| 2016  | Tonight (Dance Version) Tonight (Dance Practice)               | ,      |
| 2016  | White Night (Performance Version) White Night (Dance Practice) | ,      |
| 2017  | ID (Dance Version)                                             | [ 63 ] |

### Collaborations
| Année | Clip vidéo | Artiste(s)                 | Album     | Réf.   |
| ----- | ---------- | -------------------------- | --------- | ------ |
| 2016  | Cherish    | Sunyoul et Yuju de GFriend | Spotlight | [ 64 ] |